# 紫紋海刺水母
紫紋海刺水母（學名：Chrysaora colorata）是黃金水母屬的一種水母，主要分佈於加利福尼亞州的蒙特利灣。其身體直徑可達70 cm（2.3英尺），帶有紫色條紋，因此得名。
幼年的黃道蟹屬螃蟹會寄生在它的身上，啃食它的身軀。除此之外，棱皮龟也會捕食紫紋海刺水母。

## 外部連接
- Sealife Collection網站提供的紫紋海刺水母的圖片